# Neosexuelle Revolution
Der Begriff Neosexuelle Revolution bezeichnet einen  tiefgreifenden kulturellen Wandel der Sexualverhältnisse und der Sexualmoral in den Ländern der „westlichen Welt“, der nach der sexuellen Revolution der Jahre der 68er-Bewegung einsetzte und nach wie vor andauert.

## Ursprünge – Volkmar Sigusch
Die Bezeichnung Neosexuelle Revolution stammt von dem Frankfurter Sexualforscher, Arzt und Soziologen Volkmar Sigusch. Er verwendete sie zum ersten Mal 1996 in einem Essay in Der Spiegel sowie in einem Essay in Die Zeit. Wissenschaftlich hat er 1998 seine Thesen ausführlich begründet in der Fachzeitschrift Archives of Sexual Behavior und in der psychoanalytischen Zeitschrift Psyche, sowie 2001 in Sexuality & Culture und schließlich 2005 in seinem Buch Neosexualitäten.

## Inhalte der neosexuellen Revolution
Sigusch argumentiert, dass sich gegenwärtige kulturelle Sexual-, Intim- und Geschlechtsformen, die er Neosexualitäten, Neoallianzen oder Neogeschlechter nennt, den alten Vorurteilen und Theorien ebenso entziehen wie den alten Ängsten und Lüsten. Grundsätzlich sei die hohe symbolische Bedeutung, die die Sexualität am Ende der sechziger Jahre hatte, in den letzten Jahrzehnten wieder reduziert worden. Heute werde die Sexualität nicht mehr mit einer Mächtigkeit ausgestattet, die nach den Vorstellungen der damaligen Theoretiker eine ganze Gesellschaft hätte stürzen können. Heute sei das Sexuelle nicht mehr die große Metapher des Rausches und des Glücks. Von diesen Verheißungen sei heute keine Rede mehr. Heute sei die Sexualität banal wie die Mobilität. Ihre permanente und übertriebene kulturelle Inszenierung zerstreue offenbar wirksamer als alle Unterdrückungen das Begehren.
Die Neosexuelle Revolution eröffnete zwar neue Freiräume, sie installierte aber zugleich neue Zwänge. Nach Sigusch waren die Freiräume noch nie so groß und vielgestaltig. Das Paradoxe daran aber sei: Je brutaler der Turbo- und Casino-Kapitalismus ökonomische Sicherheit und soziale Gerechtigkeit beseitige, also Unfreiheiten produziere, desto größer würden die sexuellen und geschlechtlichen Freiräume. Offensichtlich bleibe den Mechanismen der Profitwirtschaft vollkommen äußerlich, was die Individuen tun, solange sie nur ihre sexuellen Orientierungen, ihre geschlechtlichen Verhaltensweisen, überhaupt ihre kleinen Lebenswelten pluralisierten. Vor allem Personen, die selbst nach den sexuellen Revolutionen des 20. Jahrhunderts als abnorm, krank, pervers und moralisch verkommen angesehen worden seien, profitierten von dieser Freistellung.
Aber auch Heterosexuelle könnten heute sehr unterschiedliche Beziehungsformen wählen, ohne aus dem Rahmen zu fallen. Durch die Neosexuelle Revolution sei es zu einer historischen Renaissance der weiblichen Sexualität als eigenständige Sexualform gekommen, die die alte Missachtung und Pathologisierung über Generationen weitgehend beseitigt habe. Jetzt würden Geschlechterdifferenzen dekonstruiert und neu konstruiert, gebe es bei den jüngeren Generationen überwiegend ein Frau-Mann-Verhältnis, in dem die Geschlechter moralisch gleichwertig und zum Beispiel nicht mehr voneinander finanziell abhängig seien. Liebesbeziehungen könnten jederzeit von beiden Seiten beendet werden. Die Selbstbefriedigung sei bei beiden Geschlechtern nach empirischen Studien zu einer selbstständigen, nicht mehr verpönten Sexualform aufgestiegen.
Allgemein verbindliche und durchgesetzte moralische Gebote existierten nicht mehr. Die Paare müssten selbst entscheiden, was auch in sexueller Hinsicht akzeptabel ist. Gunter Schmidt spricht von einer neuen Verhandlungsmoral, Volkmar Sigusch von einer neuen Konsensmoral.
Wenn heute Männer etwas „weiblicher“ und Frauen etwas „männlicher“ geworden seien, sodass es zu einer Annäherung der beiden großen Geschlechter komme, verweist das nach Sigusch auf die Vorreiterrolle der homosexuellen Männer im letzten Drittel des 20. Jahrhunderts in Gestalt der Schwulenbewegung. Es sei nicht übertrieben, davon zu sprechen, dass die Heterosexualität in einem gewissen Ausmaß homosexualisiert worden sei. Jedenfalls hätten viele heterosexuelle Männer heute ein anderes Körpergefühl, das sich nicht mehr mit einer Dauerripp-Unterhose alle 14 Tage und mit einem Schmerbauch vertrage. Außerdem hätten die Homosexuellen erfolgreich eine Modifikation alter Treuegebote vorgelebt, sodass die „Vereinbarkeit von Beziehungs- und Drangliebe“ nicht mehr ausgeschlossen werde. Schließlich gehöre zu diesem Strukturwandel der kulturelle Bedeutungsverlust, den die Sphären Fortpflanzung und Herkunftsfamilie erfahren hätten.
Zu den neuen, anerkannten Formen gehörten zum Beispiel die Bisexualität, der Sadomasochismus und verschiedene Fetischformen. Um Anerkennung kämpften noch verschiedene neuartige Formen der Internetsexualität, die Sigusch E-Sex nennt, sowie Verhaltensweisen wie Polyamory, Objektophilie oder das, was Sigusch Neozoophilie nennt. In geschlechtlicher Hinsicht seien Transgender bzw. Transsexualismus mittlerweile in mehreren Ländern höchstrichterlich anerkannt. Demgegenüber müssten Intersexuelle noch um ihren kulturellen Status kämpfen. Von den Neoallianzen steche momentan besonders die eingetragene, das heißt staatlich anerkannte Lebenspartnerschaft (Eingetragene Partnerschaft) hervor.
Von Revolution wird gesprochen, weil inzwischen bekannt sei, dass Umwälzungen dramatisch oder undramatisch, schlagartig oder schleichend verlaufen können und dass sie nicht unbedingt in ein Reich der Freiheit führen. Vor allem aber sei diese Bezeichnung gewählt worden, weil die mit der Revolte von 1968 verbundene sexuelle Revolution zwangsläufig als Maß genommen werde, sobald Umbrüche der Sexualkultur beschrieben würden. Schließlich sei diese sexuelle Revolution ein realer Mythos unserer jüngeren Geschichte.

## Drei sexuelle Revolutionen
Sigusch unterscheidet drei sexuelle Revolutionen, die sich seit dem Ende des 19. Jahrhunderts in Europa und Nordamerika abgespielt haben. Alle drei wirkten auch heute noch in den Menschen fort. Deshalb sei es falsch anzunehmen, alle Menschen reagierten heute „neosexuell“. Es gebe vielmehr gleichzeitig sehr differente Zeit- resp. Strukturschichten der Sexualität und der Geschlechtlichkeit. Gegenwärtig seien vor allem drei Strukturschichten der allgemeinen Formen bedeutsam, die sich kombinieren und einander überlappen könnten:
1. die Schicht, die für die erste sexuelle Revolution am Beginn des 20. Jahrhunderts charakteristisch sei, eine Schicht, mit der Sigmund Freud (1905) beim Abfassen seiner Sexualtheorie konfrontiert war;
2. die Schicht, die für die zweite, teils kommerziell-antiautoritäre, teils regierungsamtlich-sozialliberale Revolution der sechziger und frühen siebziger Jahre typisch sei, und
3. die Schicht, die zur dritten oder Neosexuellen Revolution gehört, die sich seit den späten 1970er Jahren eher still und schleichend ereigne. Diese Zeit- bzw. Strukturschichten könnten zwar Generationen allgemein zugeordnet werden, nicht aber Individuen.

## Neosexualitäten
Nach Sigusch hat die alte Sexualität, die er Paläosexualität nennt, vor allem aus Trieb, Wollust, Orgasmus und dem heterosexuellen Paar bestanden. Die Neosexualitäten dagegen bestünden vor allem aus Wohllust und Selbstliebe, Thrills (wie z. B. auf Love Parades) und Prothetisierungen (wie z. B. durch Viagra). Sie kreisten nicht um Fortpflanzung und deren Verhinderung, sondern um Geschlechterdifferenz und deren Auslotung, um selbstoptimierte Souveränität.
Die neuen Selbstpraktiken, beispielsweise fetischistische und objektsexuelle, die mit Selbstverständlichkeit inszeniert werden, sind nach Sigusch insofern typische Neosexualitäten, als das triebhaft Sexuelle im alten Sinn nicht mehr im Vordergrund steht. Sie seien zugleich sexuell und nonsexuell, weil Selbstwertgefühl, Homöostase und Befriedigung nicht nur aus der Mystifikation der Triebliebe und dem Phantasma der orgastischen Verschmelzung beim Geschlechtsverkehr gezogen würden, sondern ebenso oder stärker aus dem Thrill, der mit der nonsexuellen Selbstpreisgabe und der narzisstischen Selbsterfindung einhergehe. Und schließlich oszillierten sie zwischen fest und flüssig, identisch und unidentisch und seien oft sehr viel passagerer als ihre fixierten Vorgänger.
Die für die bisherige Neosexuelle Revolution charakteristische Sexualform nennt Sigusch auch Lean Sexuality oder Selfsex, die neue Geschlechtsform Selfgender.
Die nur scheinbar unveränderliche Einheit Sexualität sei durch die Neosexuelle Revolution erneut zerschlagen und neu zusammengesetzt worden. Es gehe also um Prozesse der Autodestruktion und der Autopoiesis, die für unsere Gesellschaftsformation charakteristisch seien. Sie resultierten aus der allgemeinen und enormen Veränderungsdynamik, die unsere Art zu wirtschaften anstoße, benötigt oder zulässt. Weil im Zentrum der System-, Bedeutungs und Bewusstseinskonstitution Dispositive und Imperative stünden – Sigusch spricht in seiner Theorie erklärtermaßen von Objektiven –, die jede Individualität in eine exzentrische Position zwängen, seien die einzelnen Allgemeinen zugleich be- und entlastet. Weil für den Gang der Gesellschaft immer belangloser sei, was die Individuen tun und denken, könnten sich sexuelle Orientierungen, Verhaltensweisen und Lebenswelten pluralisieren, sofern nicht diskursive Überhänge aus vergangenen Zeiten oder querliegende Dispositive im Wege stünden, die zum Beispiel weiterhin Sexismus und Patriarchalismus stabilisierten.
Sigusch interessiert sich bei der Analyse des neosexuellen Prozesses weniger für klassische empirische Daten zu Koitusfrequenzen usw. Er stellt vielmehr die Frage, wie Begehren und Leidenschaft umkodiert und wohin sie verschoben werden – in tote Objekte wie bei der Objektophilie, in alte oder in neuartige sexuelle Selbstbezüglichkeiten zum Beispiel, in öffentliche sexuelle Inszenierungen, in heimliche Internetsex-Süchtigkeiten, in nonsexuelle Thrills oder in aggressive Aktionen, sodass sich möglicherweise Gewaltformen neben die Sexualformen stellen oder sie kulturell ablösen, weil die intendierte Erregung, die dann nicht mehr sexuell genannt werden könnte, von größer werdenden Menschengruppen nicht mittels Libido und Verliebung, sondern mittels Destrudo und Hass erreicht wird.
Als ganz besonders einschneidend beurteilt Sigusch die öffentliche Präsenz von Asexuellen. Zum ersten Mal in der überschaubaren Geschichte dürften heute heterosexuelle Männer wie Frauen ihr anhaltendes Desinteresse an den sexuellen Lüsten öffentlich bekunden, ohne verlacht oder gar verachtet zu werden. Auf dem Höhepunkt des „sexuellen Zeitalters“ sei dieser Befreiungsschlag undenkbar gewesen.
Diese Veränderungen seien nur möglich, weil Sexualität heute nicht mehr die große Glücksmöglichkeit des vergangenen Jahrhunderts sei. Je unablässiger und aufdringlicher das Sexuelle öffentlich inseriert und kommerzialisiert werde, desto mehr verliere es an Sprengkraft und Reiz. Gegenwärtig scheint es Sigusch so, als wandere die Sprengkraft von der sexuellen in die aggressive Sphäre, von der alten Libido zu einer neuen Destrudo, wenn an den sexuellen Missbrauch von Kindern durch Erwachsene, an die zahllosen sexistischen Gewalttaten von Männern gegen Frauen oder, bereits eindeutig entsexualisiert, an die Gewaltexzesse so genannter Fußballfans sowie deren jeweilige Diskursivierung gedacht werde.

## Die drei „D-Prozesse“
Sigusch identifiziert als Soziologe mehrere miteinander vernetzte Prozesse, die Neosexualitäten hervorbringen. Als die drei wichtigsten nennt er Dissoziation, Dispersion und Diversifikation.

### Dissoziation
Mit Dissoziation der sexuellen Sphäre ist zunächst vor allem die diskursive Abtrennung der sexuellen von der geschlechtlichen Sphäre gemeint, sodass der Springpunkt nicht mehr wie bei Freud das Triebschicksal ist, sondern die Geschlechterdifferenz. Verbunden ist diese Abtrennung mit einer Ausdifferenzierung der geschlechtlichen Sphäre selbst im Sinn von Sex, Gender Role, Gender Identity, Gender Blending, Transgender usw. Hinzu kommt eine Dissoziation der Sphäre des sexuellen Erlebens von der des Sexualkörpers, insbesondere durch Simulations- und Virtualisierungsprozesse und den Vormarsch der medizinischen Körpertherapien, die Sigusch als Arzt ausführlich beschreibt. Schließlich erfolgte im Zuge der neosexuellen Revolution die diskursive Trennung der libidinösen von der destruktiven Sphäre unter den Stichworten sexuelle Gewalt und sexueller Missbrauch. Gleichzeitig schritt die alte Dissoziation der sexuellen von der reproduktiven Sphäre voran, bis hin zur technologischen Überrundung der bisher als unhintergehbar angesehenen Geschlechtlichkeit der Fortpflanzung durch das Cloning, was Sigusch in seiner Theorie der Hylomatie erörtert.

### Dispersion
Mit Dispersion ist die Zerstreuung der sexuellen Fragmente und Lebensweisen bezeichnet. Sie erfolgt vor allem durch Kommerzialisierung und Medialisierung. Die Stichworte lauten: Sex in der Werbung, warenästhetische Indienstnahme des Erotischen und Sexindustrie – von den Flirtschulen, Kontaktanzeigen, Partnervermittlungen usw. über die Sexografie im Fernsehen bis hin zur „braunen“ Prostitution, zum Sextourismus, zum Kinder und Embryonenhandel. Diese Dispersion entwurzelt, fragmentiert und anonymisiert Individuen; zugleich aber werden sie durch diesen Mechanismus vernetzt, unterhaltsam zerstreut und diversifiziert.

### Diversifikation
Für die Diversifikation bzw. Deregulierung der Intimbeziehungen lauten die Stichworte: Bedeutungsverlust der Herkunftsfamilie, Schrumpfen der Kleinfamilie zur „Kleinstfamilie“ (Sigusch), in der ein Individuum seine eigene Familie ist, Vervielfältigung der Beziehungs- und Lebensformen, Idealisierung disperser Lifestyles, Differenzierung der alten Hetero- und Homosexualität, Selbstdefinition und Pluralisierung ehemaliger Perversionen als Neosexualitäten, Auftritt alter Potenzialitäten als neuartige Sexual- und Geschlechtsweisen, Zwang zur Vielfalt und Intimisierung, Exklusivierung von Eltern-Kind- und Mann-Frau–Beziehungen im Sinne von „Beziehungsbeziehungen“ (Sigusch), neue Scham-, Ekel-, Desensibilisierungs- und Zurückweisungsstandards usw. Die Deregulierung resultiere ebenso aus gesellschaftlichem Zwang wie aus individuellen: weil die demokratisch drapierten Dispositive, die Sigusch „Objektive“ nennt, so verführerisch seien „wie Leimruten, so effektiv, offen und gleich gültig“. Alles in allem: Die konventionelle Familie habe für die Individuen stark an Bedeutung verloren. Nicht verwandtschaftliche Beziehungen und Freundschaftsgruppen seien heute für viele Menschen wichtiger als die Familie.

## Jugend und Neosexuelle Revolution
Der Zerfall der alten sexuellen Sphäre wird vom Gros der jungen Generation nach allem, was die Sexualforschung seit Jahrzehnten empirisch ermittelt hat, in einer „kulturellen Meisterleistung“ aufgefangen: Die jungen Leute oszillierten heute ziemlich souverän zwischen undramatischer Treue in Liebesbeziehungen und dramatischen thrillproduzierenden Events.
Love Parades und Raver-Partys sind für Sigusch ein Inbegriff der Neosexualitäten. Werktags werde sauber und korrekt funktioniert, am Wochenende aber werde mit Hilfe von Designerdrogen, die den Körper von der Seele dissoziierten und out of body experiences gestatteten, millionenfach eine Techno-Sau durch den Berliner Tiergarten getrieben, die nur noch von Ferne an die Verheißungen und Risiken des Gartens der Lüste des Hieronymus Bosch erinnerte.
Die Neosexualität der Jugendlichen sei eher verspielte Wohllust als triebhafte Wollust. Sie sei selbstoptimiert und selbstdiszipliniert, könnte wegen ihres hohen Anteils an Egoismen auch Selfsex genannt werden. Dazu passe die enorme soziale und seelische Aufwertung der Selbstbefriedigung in den letzten Jahrzehnten. Als einzige Sexualpraktik sei sie im Verlauf des 20. Jahrhunderts nicht nur von einer verpönten und verfolgten zu einer von Männern wie Frauen geschätzten Selbstpraktik geworden, sondern habe insgesamt auch quantitativ an Bedeutung gewonnen.
Über allem aber throne die Liebe. Sie sei „selbst als fetischisierte eine einzigartige Kostbarkeit“ (Sigusch), weil sie nicht produziert und nicht gekauft werden könne. Sie sei stabiler als alle Sexualformen, widerstehe im neosexuellen Prozess weitgehend dem Zwang zur Vielfalt, beweise, dass es nicht nur um Wandel geht, sondern ebenso um Kontinuität. Am Grund der Liebe aber liege das alte Polymorph-Perverse, ohne das die Liebe eine Ödnis wäre. Deshalb und weil durch kulturelle Transformationen immer ungewisser geworden sei, was überhaupt noch „pervers“ ist, hat Sigusch die Perversionen neben den Neosexualitäten in einem Buch ausführlich analysiert: als unablösbarer Teil der normalen Sexualität, als Übersteigerung des Normalen, als Projektionsfeld so genannter Experten, als entpathologisierte und entmystifizierte Selbsttechnik, als künstlerische Existenzweise sowie – und da geht es wieder um die Kontinuität – als Delinquenz und krankhafte, behandlungsbedürftige Sexualsucht.

## Zitate
„Die Umwälzung, die in den achtziger und neunziger Jahren erfolgte, ist vielleicht noch einschneidender als die, die mit der sexuellen Revolution einherging. Insgesamt scheint heute eine rasante Umwertung und Umschreibung der Sexualität stattzufinden. Die hohe symbolische Bedeutung, die die Sexualität um die Jahrhundertwende [vom 19. zum 20. Jh.], in den zwanziger Jahren und am Ende der sechziger Jahre hatte, scheint wieder reduziert zu werden, wenn wir nur an die Verheißungen der letzten Revolte denken. Damals wurde die Sexualität mit einer solchen Mächtigkeit ausgestattet, dass einige davon überzeugt waren, durch ihre Entfesselung die ganze Gesellschaft stürzen zu können, wie Wilhelm Reich (1936) versprochen hatte. [ … ] Dass mit der 'Befreiung' erhebliche Fremd- und Selbstzwänge, neue Probleme und alte Ängste einhergingen, wollten die Propagandisten nicht wahrhaben.“

## Rezeption

### Affirmation
Diskutiert werden die Thesen inzwischen zustimmend nicht nur in Europa und Amerika, sondern auch in Asien. 2000 zum Beispiel setzten sich in dem Sammelwerk Sexualität und Gesellschaft namhafte Sexualwissenschaftler, Psychoanalytiker, Kulturwissenschaftler und Philosophen wie Isabelle Azoulay, Rüdiger Lautmann, Martin Dannecker, Margret Hauch, Gunter Schmidt, Wolfgang Berner, Stavros Mentzos, Michael Lukas Moeller, Katherine Strozcan, Hans-Ludwig Kröber und Wolfgang Fritz Haug mit den Thesen auseinander. Der englische Soziologe Zygmunt Bauman, die US-amerikanische Historikerin Dagmar Herzog, der deutsche Philosoph Wolfgang Fritz Haug, der Schweizer Psychoanalytiker Emilio Modena, der österreichische Kunsthistoriker Peter Gorsen und die deutsche Soziologin Silja Matthiesen bauten das Theorem der Neosexuellen Revolution in ihre Werke ein. Die Psychoanalytikerin und Soziologin Ilka Quindeau begründete ihren Versuch, Freuds Sexualtheorie neu zu formulieren, mit den Veränderungen, die die Neosexuelle Revolution bewirkt hat.
2004 stellte German Medical Science Siguschs Abhandlung On cultural transformations of sexuality and gender in recent decades als einen international relevanten Höhepunkt der deutschen Forschung ins Internet. 2005 veröffentlichte die philosophische Zeitschrift Das Argument den Schwerpunktband Materialien zur neosexuellen Revolution (Nr. 260).

### Kritik
Der Soziologe Sven Lewandowski hat sich mehrfach mit dem Theorem der Neosexuellen Revolution auseinandergesetzt. Nach viel Lob für Siguschs „Psyche“-Aufsatz aus dem Jahr 1998 – er sei „ein moderner Klassiker der gesellschaftstheoretisch orientierten Sexualsoziologie“, der „verdientermaßen breit rezipiert“ worden und dem inhaltlich „weitgehend zuzustimmen“ sei – unterzieht er Siguschs Position einer grundsätzlichen Kritik. Sie sei auf den falschen Grund gebaut, nämlich die „so genannte“ Kritische Theorie und die Kritik der Politischen Ökonomie. Der richtige Grund aber sei die Systemtheorie von Niklas Luhmann.
Der Psychoanalytiker und Soziologe Reimut Reiche bezweifelt, dass es so gewaltige Umbrüche gegeben hat, wie sie Sigusch beschreibt. Dabei beschreibt er selbst mit vielen Beispielen einschneidende „Transformationsphänomene“, die er ansonsten bestreitet – von der Rentenreform im Jahr 1957, durch die die Kinder finanziell aus dem Generationenvertrag herausgenommen worden seien, über die Einführung der so genannten Pampers im Jahr 1970, die das harte Sauberkeitstraining im Kindesalter beendet und „die Bewegung hin zu einer ‚weichen‘ Modulation in der Entwicklung der Körperselbst-Besetzung“ ermöglicht habe, bis hin zum Verschwinden der von der Gesellschaft selbst zerstörten „alten Familie“, das die „Universalität des Ödipuskomplexes und damit die Strukturformel der Sexualität“ in Frage stelle. Andererseits beharrt Reiche auf der Fortexistenz ursprünglicher Strukturen und unstillbarer Konflikte. Offenbar ist er der Auffassung, dass die vor mehr als einhundert Jahren von Sigmund Freud erdachte Sexualtheorie trotz Neosexualitäten, Neoallianzen und Neogeschlechtern heute noch gilt, was jedoch auch zunehmend von Psychoanalytikern bezweifelt wird.
Reiche hat inzwischen seine Auffassung revidiert. Er denkt jetzt Sigusch mit Norbert Elias, Zygmunt Bauman, Anthony Giddens, Christopher Lasch und Richard Sennett zusammen. Jetzt ist für ihn die Moral „reflexiv“, bestätigt er Siguschs Konzept der „Konsensmoral“, brechen ihm alte jüdisch-christliche Sexualtabus wie „Virginität, Masturbation und Homosexualität“ weg, bezichtigt er sich selbst einer „etwas dogmatischen Haltung“. Zuletzt sagte Reiche: „Die Grenzen dessen, was als sexuell erlaubt, erwünscht, erregend, anstößig oder verboten ist, sind historisch und kulturell in permanenter Bewegung“.
Auf ein Missverständnis geht die Frage von Daniela Klimke und Rüdiger Lautmann zurück, warum Sigusch in seinem Buch „Neosexualitäten“ nicht von Neoliberalismus spreche. Sigusch antwortete, dass er die Neosexuelle Revolution ohne Neoliberalismus nicht hätte denken können. Schon in dem ersten Aufsatz über die Neosexuelle Revolution kämen bei der Begründung der Wortwahl nicht nur Neophyten vor, die Klimke und Lautmann lebhaft erinnern, sondern auch Neoplasmen, Neokolonialismus und Neoliberalismus. Außerdem sei Kritische Sexualwissenschaft, für die er stehe, nicht ohne Kritik des Kapitalismus bzw. Neoliberalismus vorzustellen. Die Geburt unserer Form von Sexualität und unserer Art zu lieben aus dem Geist des Kapitalismus könne im Ernst niemand bestreiten. Und schließlich bekennt Sigusch seine Befürchtung, für einen Dogmatiker gehalten zu werden, der röhrenförmig in die Welt schaue und eine bestimmte Gesellschaftstheorie für die alles erklärende halte. – Das aber sei bei ihm nicht der Fall.